# Arne Isacsson
Arne Isacsson (* 21. März 1917 in Ronneby; † 25. September 2010) war ein schwedischer Kunstpädagoge und Maler, der vor allem durch seine Aquarelle bekannt wurde.

## Biografie
Isacsson, der von 1944 bis 1946 Schüler von Otte Sköld war, erforschte in seinem eigenen Werk unter anderem die Eigenschaften der Depigmentierung durch große Mengen Wasser.
Er war als Professor für Aquarelltechnik ferner Gründer der Schule für schöne Künste in Gerlesborg, die später auch eine Zweigstelle in Stockholm errichtete und in Südfrankreich Kurse gab.
Für seine künstlerischen Verdienste zeichnete ihn König Gustav VI. Adolf mit der Medaille der Königlichen Schwedischen Leibgarde aus. Außerdem wurde ihm 1999 das Illis Quorum, die höchste zivile Auszeichnung für eine einzelne Person, durch die schwedische Regierung verliehen. 2004 verlieh ihm die Philosophische Fakultät der Universität Umeå einen Ehrendoktortitel. Er war mit der Malerin Margareta Blomberg verheiratet.
Seine Werke befinden sich im Schwedischen Nationalmuseum, Schloss Gripsholm sowie in zahlreichen anderen schwedischen und europäischen Museen.